# Gardonne (rivière)
Pour les articles homonymes, voir Gardonne.
La Gardonne est une  rivière du sud-ouest de la France affluent du Cluzelou, sous-affluent de la Garonne par la Lède et le Lot.

## Géographie
De 11,3 km de longueur, la Gardonne prend sa source dans le département de Lot-et-Garonne commune de Saint-Étienne-de-Villeréal et se jette dans le Cluzelou sur la commune de Boudy-de-Beauregard.

### Départements et communes traversées
- Lot-et-Garonne : Boudy-de-Beauregard, Saint-Étienne-de-Villeréal, Saint-Eutrope-de-Born.

## Principaux affluents
- Ruisseau Lataste : 4 km